# 이브 로베르
이브 로베르(Yves Robert, 1920년 6월 19일 ~ 2002년 5월 10일)는 프랑스의 영화 감독, 각본가, 영화 프로듀서, 배우, 연극 배우, 영화배우, 텔레비전 배우이다.

## 영화
- 위대한 비상 (2001년)
- 목 아픈 사람들의 무도회 (1992년)
- 위기 (1992년)
- 마르셀의 추억 (1990, Le Château de ma mère)
- 마르셀의 여름 (1990년)
- 사랑의 스파이 (1985년)
- 투 머치 (1984년)
- 우먼 인 레드 (1984년)
- 꿈꾸는 웨이터 (1983, Garçon !)
- 나쁜 아들 (1980, Un mauvais fils)
- 파든 몽 어페어, 투! (1977년)
- Un éléphant ça trompe énormément (1976)
- 판사와 살인자 (1976년)
- 스페셜 섹션 (1975년)
- 스파이 오퍼레이션 2 (1974년)
- 엑스트라 인생 (1973년)
- 끝없는 모험 (1972년)
- 말헤우스 알프레드 (1972년)
- 스파이 오퍼레이션 (1972년)
- 삐에르의 25시 (1970년)
- 비열한 남자 (1970년)
- 이 세상에서 가장 행복한 사나이 (1967, Alexandre le Bienheureux)
- 단추 전쟁 (1962, La Guerre des boutons)
- 5시부터 7시까지의 클레오 (1962년)
- 보이지도 알려지지도 않은 (1957년)
- 미래 스타 (1955년)
- 위대한 전략 (1955년)
- 버질 (1953년)